# NS 6300
De serie NS 6300 was een serie tenderlocomotieven van de Nederlandse Spoorwegen (NS) onder te verdelen in twee deelseries, bestek 6301-6310 en bestek 6311-6322. Het grootste verschil tussen bestek 1 en 2 is dat de laatste een verhoogde kolenbak heeft. De eerste deelserie werd in 1930 door Henschel & Sohn in Kassel gebouwd. De tweede deelserie werd in 1931 door de Berliner Machinenbau AG (voorheen L. Schwartzkopff) te Berlijn gefabriceerd.
Deze grote tenderlocomotieven, met de asindeling 2'D2', zijn ontworpen door ingenieur W.A.C. Pont en waren de laatste nieuwbouwserie van stoomlocomotieven voor de NS. Ze zijn speciaal ontworpen voor het zware kolenvervoer van de Zuid-Limburgse mijnen naar West-Nederland. De ketel is vrijwel identiek aan, en het frame en appendages zijn afgeleid van, de serie NS 3900 met losse tender. Door hun grote ketel moest de stoker flink kolen blijven scheppen om voldoende stoomdruk te houden. Hierdoor kregen ze bij het personeel de bijnaam "De Beul". Het maximale vermogen van 1600 pk was in hoge mate afhankelijk van de kwaliteiten van de stoker en de kolen.
De asdruk van de drijfwielen bedroeg 18 ton. Door hun drijfwielen van 1,55 m waren deze locomotieven ook in staat personentreinen te trekken met een snelheid van 90 km/u, hoewel soms onofficieel een snelheid is gemeten van meer dan 100 km/u.
Tijdens de Tweede Wereldoorlog werden elf locomotieven naar Duitsland weggevoerd. Tien hiervan kwamen weer terug, die op twee na werden hersteld van schade en weer in dienst genomen.
De 6313 kwam niet meer terug en werd in 1950 als vermist opgegeven. Van de in Nederland achtergebleven elf locomotieven waren de 6306 en 6321 dermate vernield dat herstel niet meer lonend was. De weer in dienst gestelde locomotieven werden tussen 1955 en 1957 afgevoerd.
De 6305 en 6317 bleven in gebruik als walslocomotief voor het inwalsen van nieuwe sporen en voor belastingproeven van nieuwe bruggen.
Door een smeekbede van de Utrechtse architect en treinenliefhebber Toon Haakma Wagenaar aan de toenmalige president-directeur van de NS, F.Q. den Hollander, bleef locomotief 6317 (met de ketel van de 3927) voor het nageslacht bewaard en werd in 1959 eigendom van het Nederlands Spoorwegmuseum. De 6317 is sinds de laatste grote verbouwing van het Spoorwegmuseum in 2004 ingemetseld in een attractie, en is dus maar even te bezichtigen.
De andere walslocomotief 6305 werd in 1962 als zodanig buiten gebruik gesteld en gesloopt.
| Fabrikant             | Fabrieksnummer | In dienst | NS nummer | Uit dienst | Bijzonderheden |
| --------------------- | -------------- | --------- | --------- | ---------- | --- |
| Henschel & Sohn       | 21782          | 1930      | 6301      | 1957       | Weggevoerd naar Duitsland, na terugkeer hersteld van oorlogsschade.                                                                                    |
| Henschel & Sohn       | 21783          | 1930      | 6302      | 1956       | |
| Henschel & Sohn       | 21784          | 1930      | 6303      | 1956       | Weggevoerd naar Duitsland, na terugkeer hersteld van oorlogsschade.                                                                                    |
| Henschel & Sohn       | 21785          | 1930      | 6304      | 1957       | Weggevoerd naar Duitsland, na terugkeer hersteld van oorlogsschade.                                                                                    |
| Henschel & Sohn       | 21786          | 1930      | 6305      | 1957       | Weggevoerd naar Duitsland, na terugkeer hersteld van oorlogsschade. Van 1957 tot 1962 gebruikt als walslocomotief.                                     |
| Henschel & Sohn       | 21787          | 1930      | 6306      | 1947       | Afgevoerd na oorlogsschade. |
| Henschel & Sohn       | 21788          | 1930      | 6307      | 1957       | Weggevoerd naar Duitsland, na terugkeer hersteld van oorlogsschade.                                                                                    |
| Henschel & Sohn       | 21789          | 1930      | 6308      | 1955       | |
| Henschel & Sohn       | 21790          | 1930      | 6309      | 1956       | |
| Henschel & Sohn       | 21791          | 1930      | 6310      | 1955       | Weggevoerd naar Duitsland, na terugkeer hersteld van oorlogsschade.                                                                                    |
| Berliner Maschinenbau | 10050          | 1931      | 6311      | 1957       | |
| Berliner Maschinenbau | 10051          | 1931      | 6312      | 1955       | |
| Berliner Maschinenbau | 10052          | 1931      | 6313      | 1950       | Weggevoerd naar Duitsland, in 1950 als vermist opgegeven. In 1951 in Hagenow gesloopt. Replica in 2015 gemaakt, staat nu bij Preston Palace in Almelo. |
| Berliner Maschinenbau | 10053          | 1931      | 6314      | 1947       | Weggevoerd naar Duitsland, na terugkeer afgevoerd na oorlogsschade.                                                                                    |
| Berliner Maschinenbau | 10054          | 1931      | 6315      | 1955       | Weggevoerd naar Duitsland, na terugkeer hersteld van oorlogsschade.                                                                                    |
| Berliner Maschinenbau | 10055          | 1931      | 6316      | 1947       | Weggevoerd naar Duitsland, na terugkeer afgevoerd na oorlogsschade.                                                                                    |
| Berliner Maschinenbau | 10056          | 1931      | 6317      | 1957       | Van 1957 tot 1959 gebruikt als walslocomotief. Bewaard in het Nederlands Spoorwegmuseum.                                                               |
| Berliner Maschinenbau | 10057          | 1931      | 6318      | 1957       | Weggevoerd naar Duitsland, na terugkeer hersteld van oorlogsschade.                                                                                    |
| Berliner Maschinenbau | 10058          | 1931      | 6319      | 1956       | |
| Berliner Maschinenbau | 10059          | 1931      | 6320      | 1957       | |
| Berliner Maschinenbau | 10060          | 1931      | 6321      | 1947       | Afgevoerd na oorlogsschade. |
| Berliner Maschinenbau | 10061          | 1931      | 6322      | 1955       | In 1951 in Weert zwaar beschadigd, met frame van afgevoerde 6314 weer hersteld.                                                                        |

## Afbeeldingen

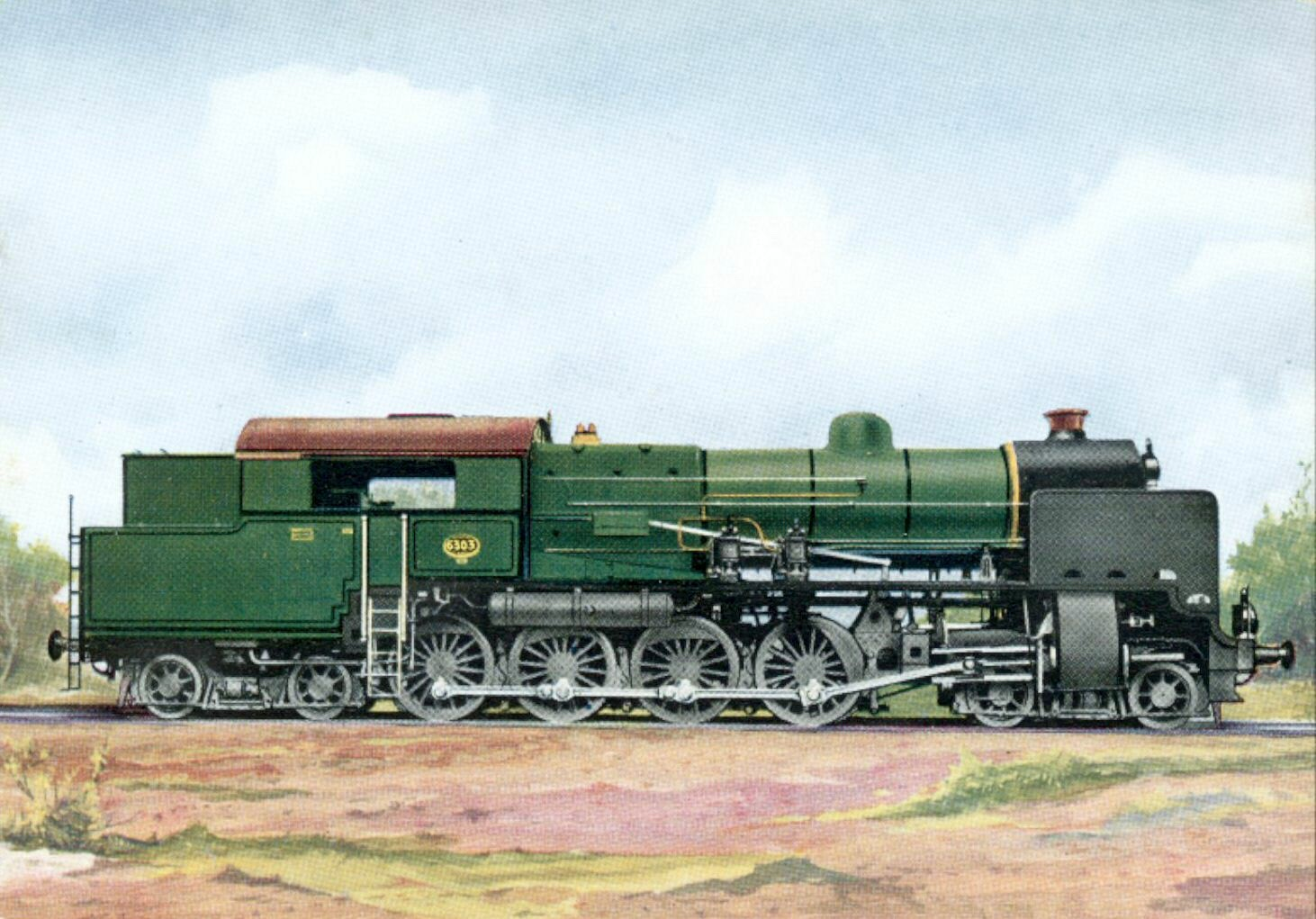
NS 6303 (1930)
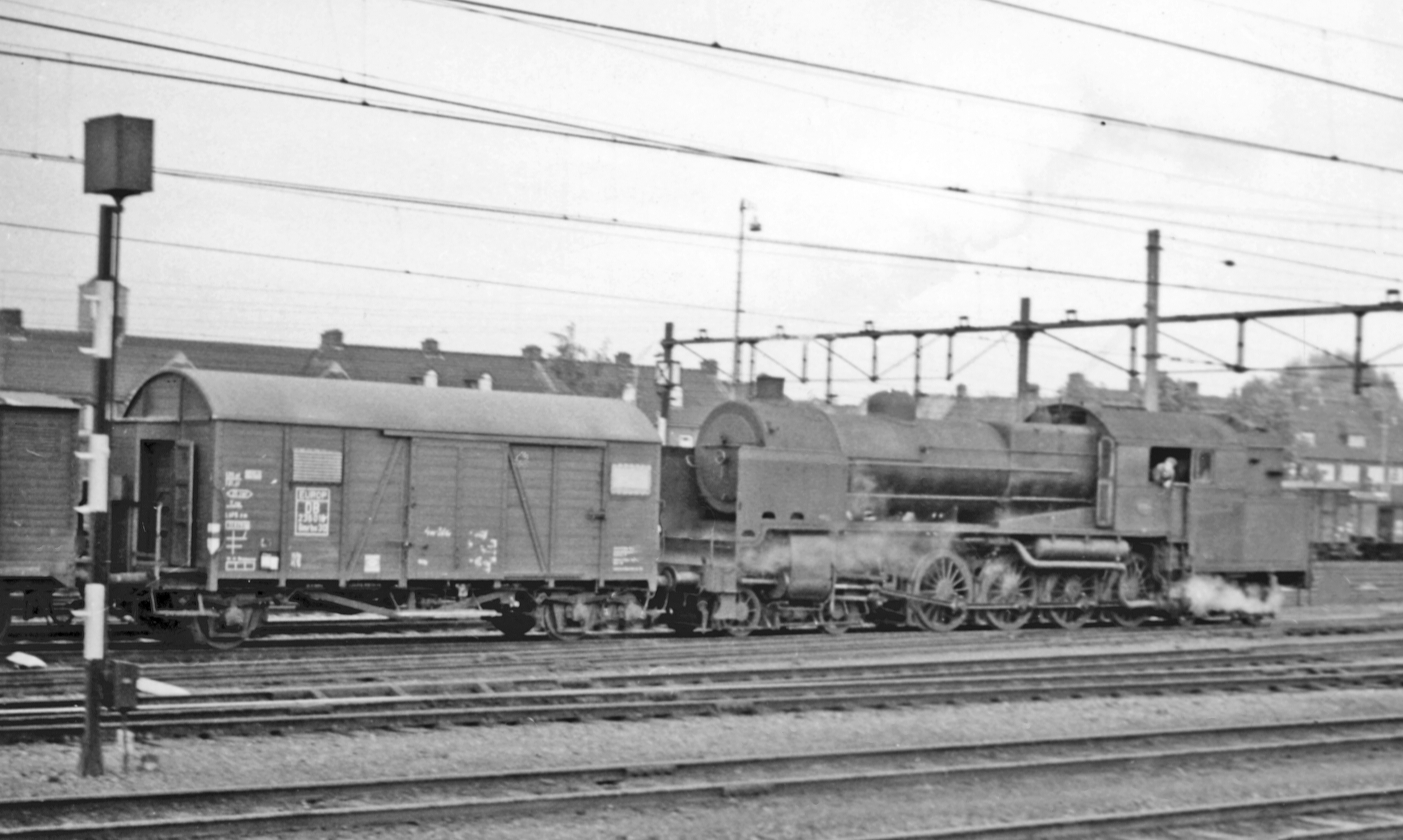
Een 6300 in Maastricht (1957)
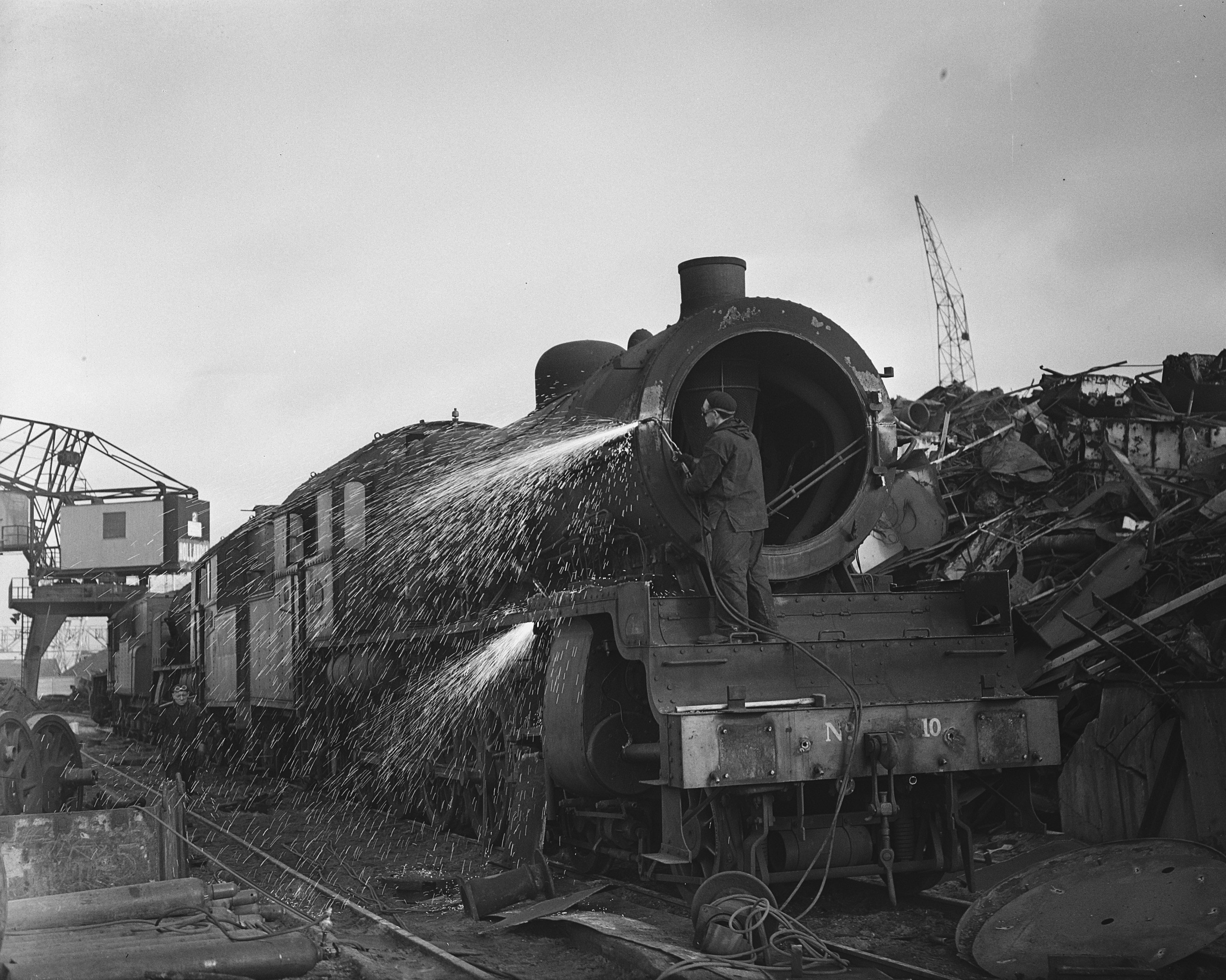
Oude locomotieven van NS in de smeltkroes (17-01-1956)
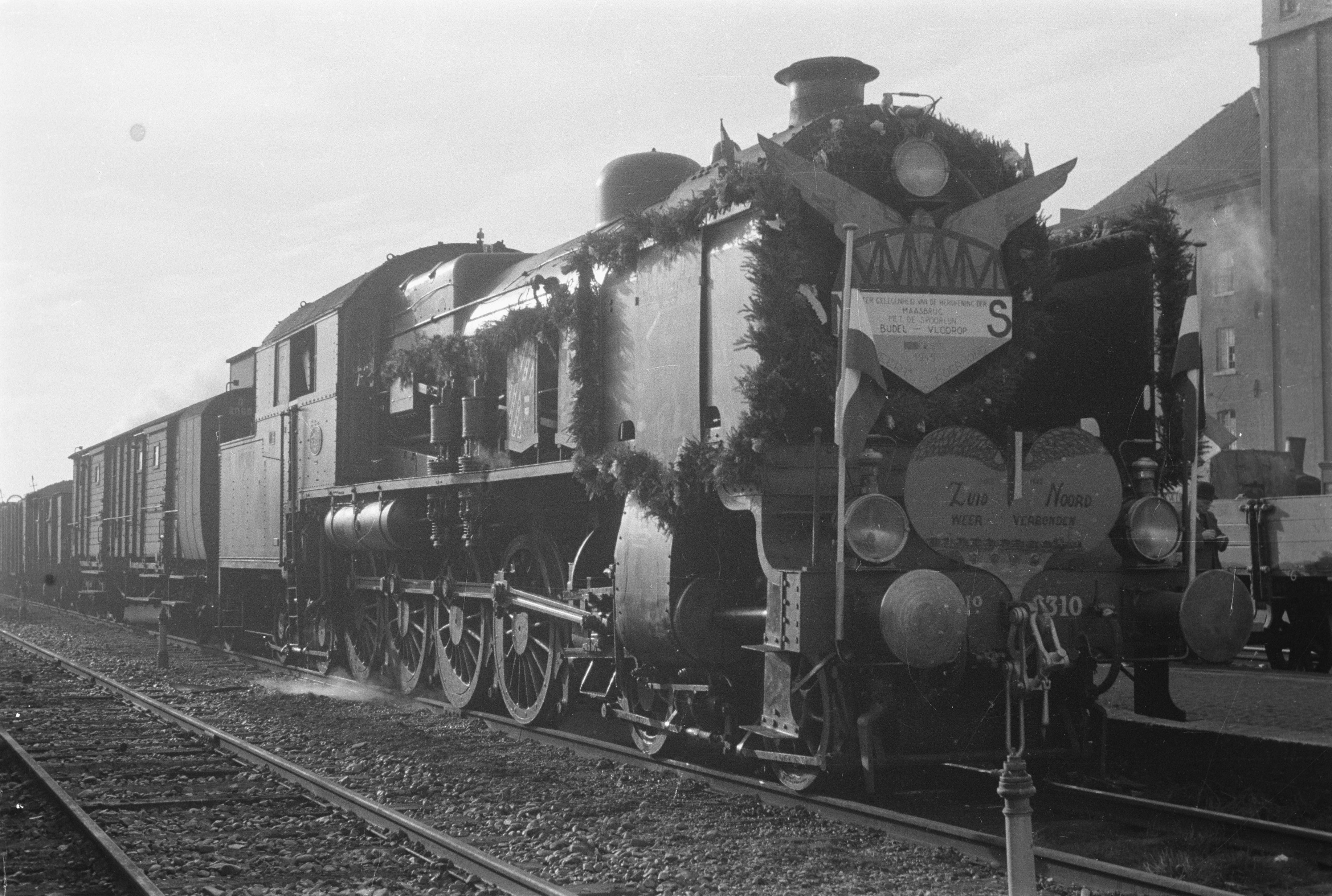
NS 6310 bij de opnieuw in gebruik genomen Spoorbrug bij Buggenum (03-12-1945)
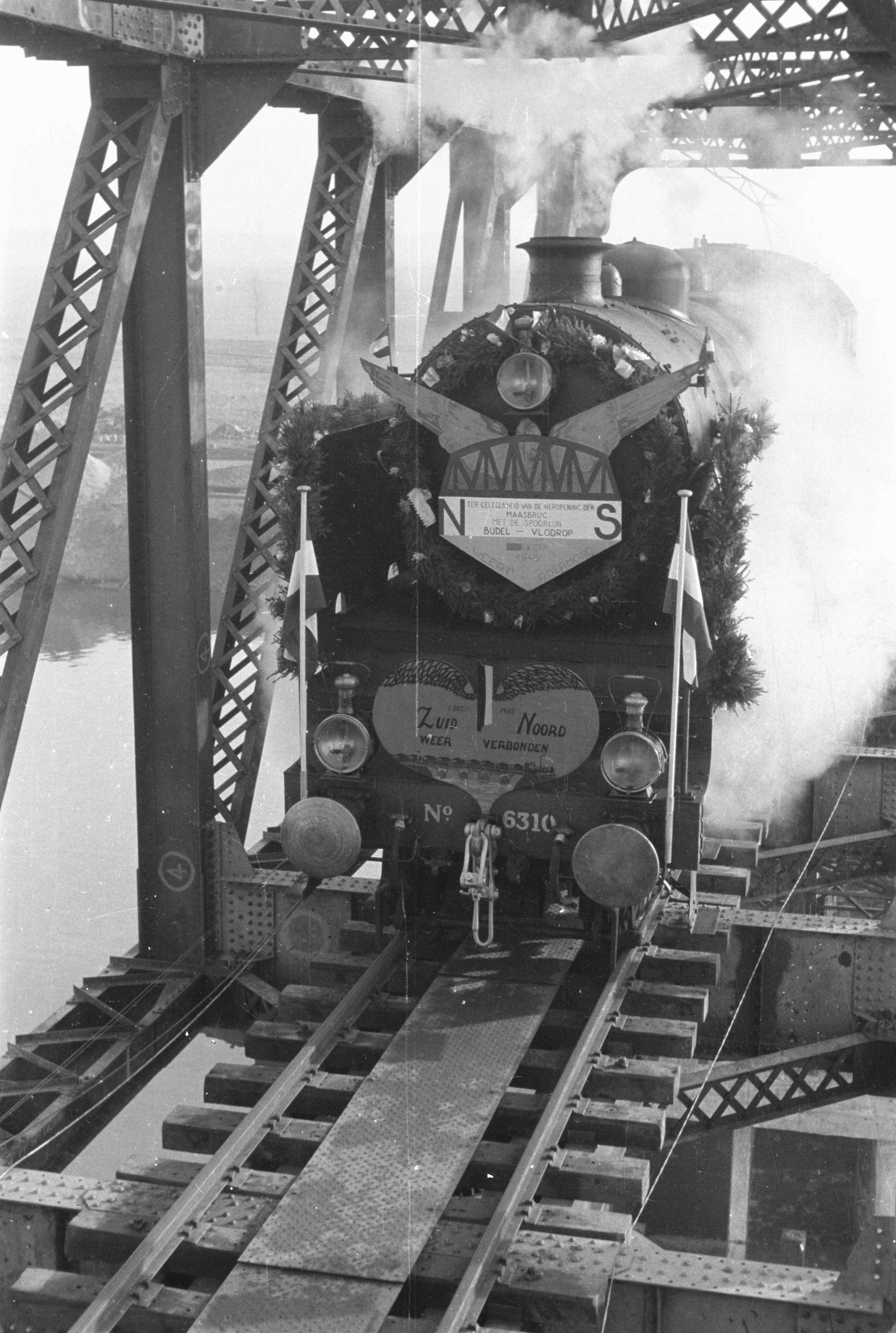
NS 6310 bij de opnieuw in gebruik genomen Spoorbrug bij Buggenum (03-12-1945)
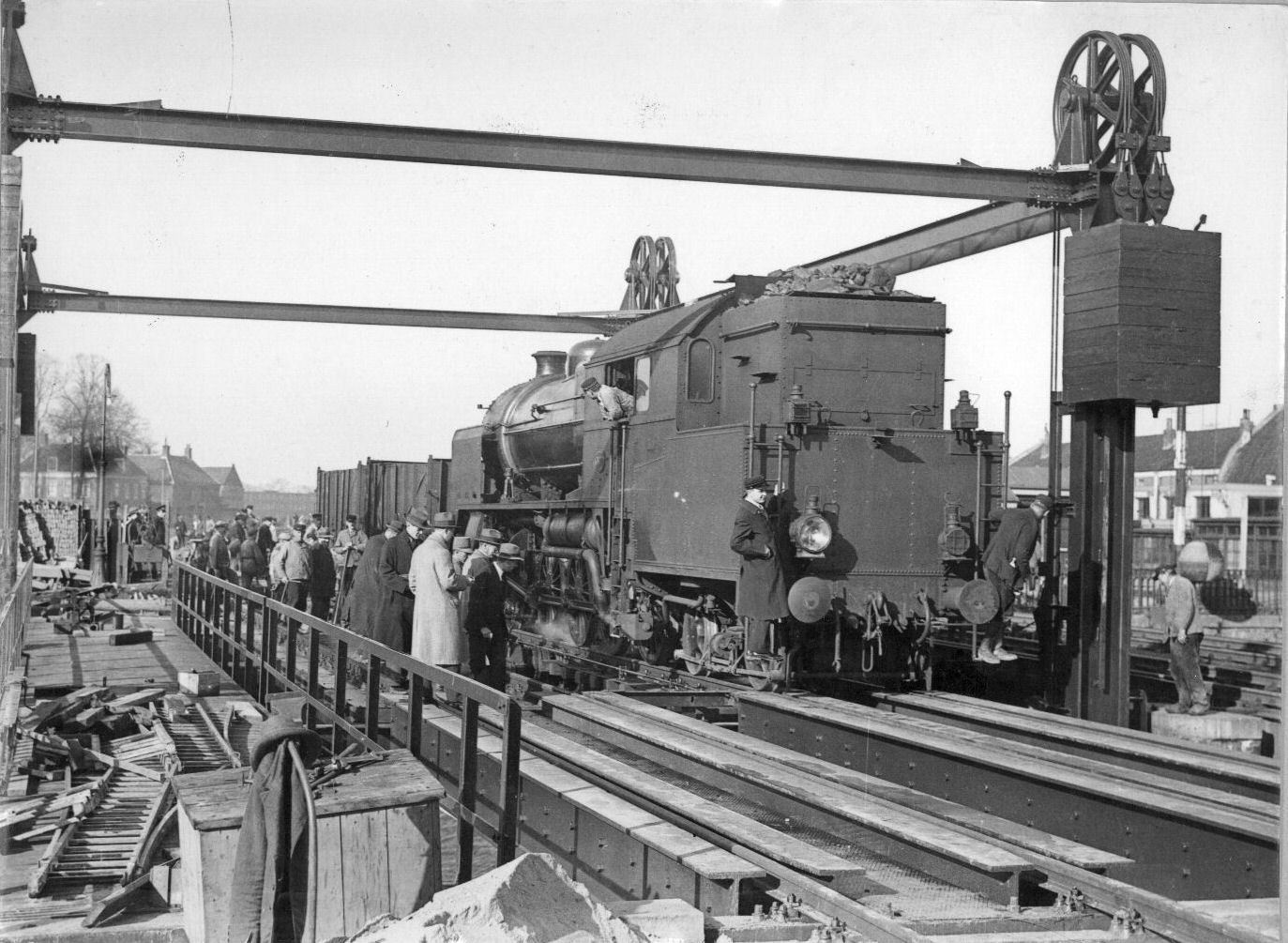
NS 6307 Tijdens de beproeving van de hulpspoorbrug over de Vaartsche Rijn (02-11-1936)
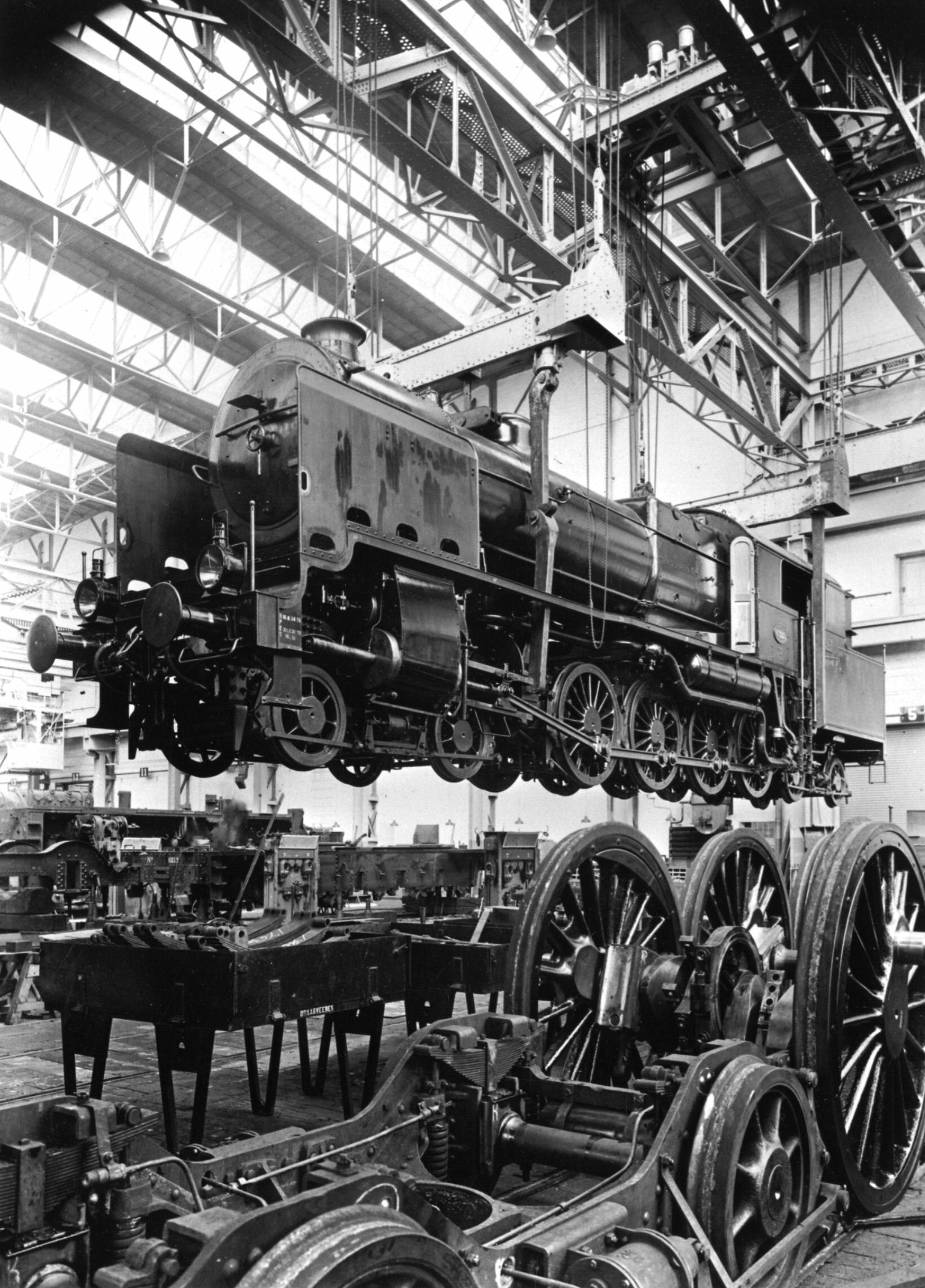
NS 6322 in de lichterij van de Centrale Werkplaats van de N.S. te Tilburg. (1937)
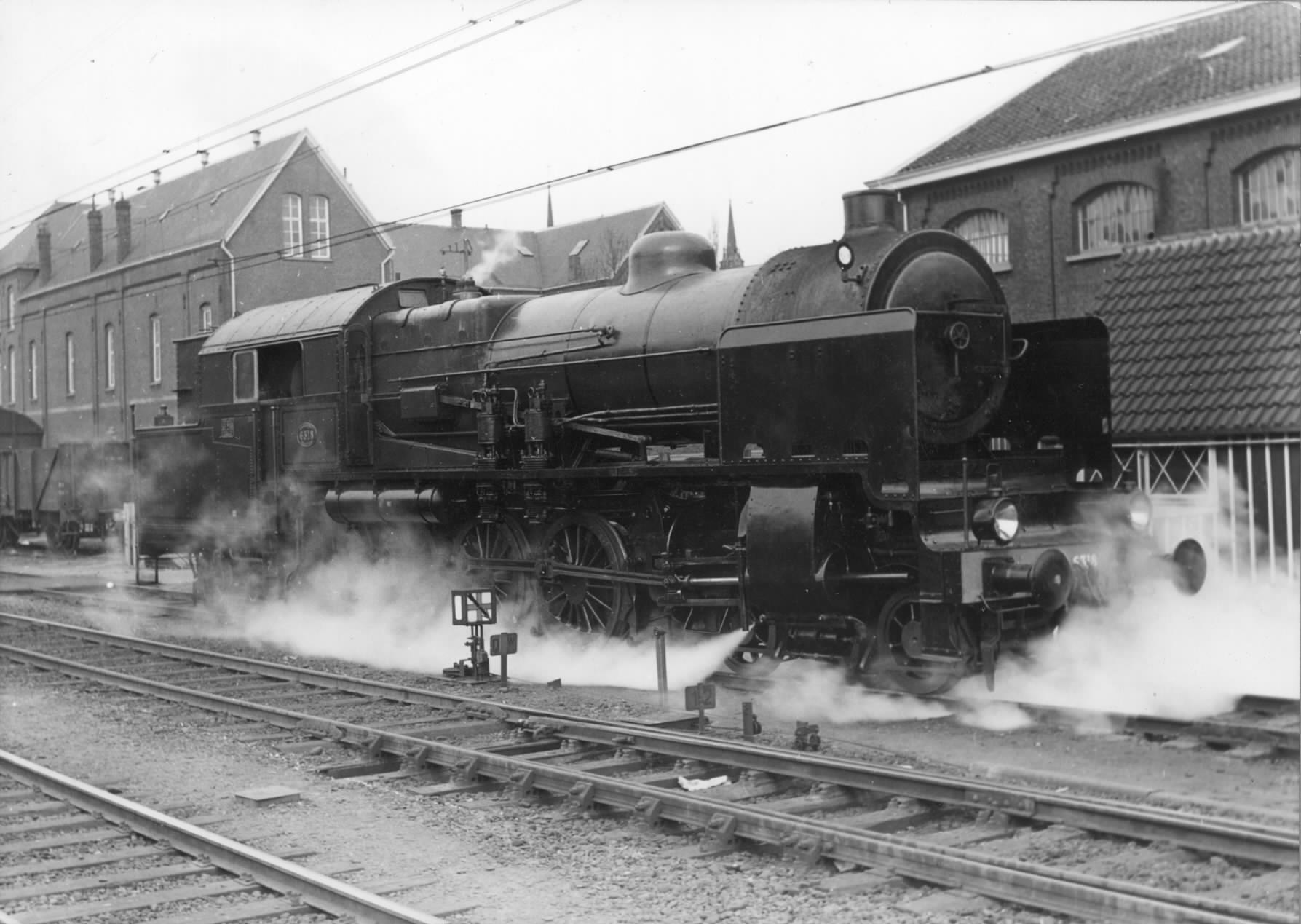
NS 6318 op het emplacement van de werkplaats te Tilburg (23-03-1954)
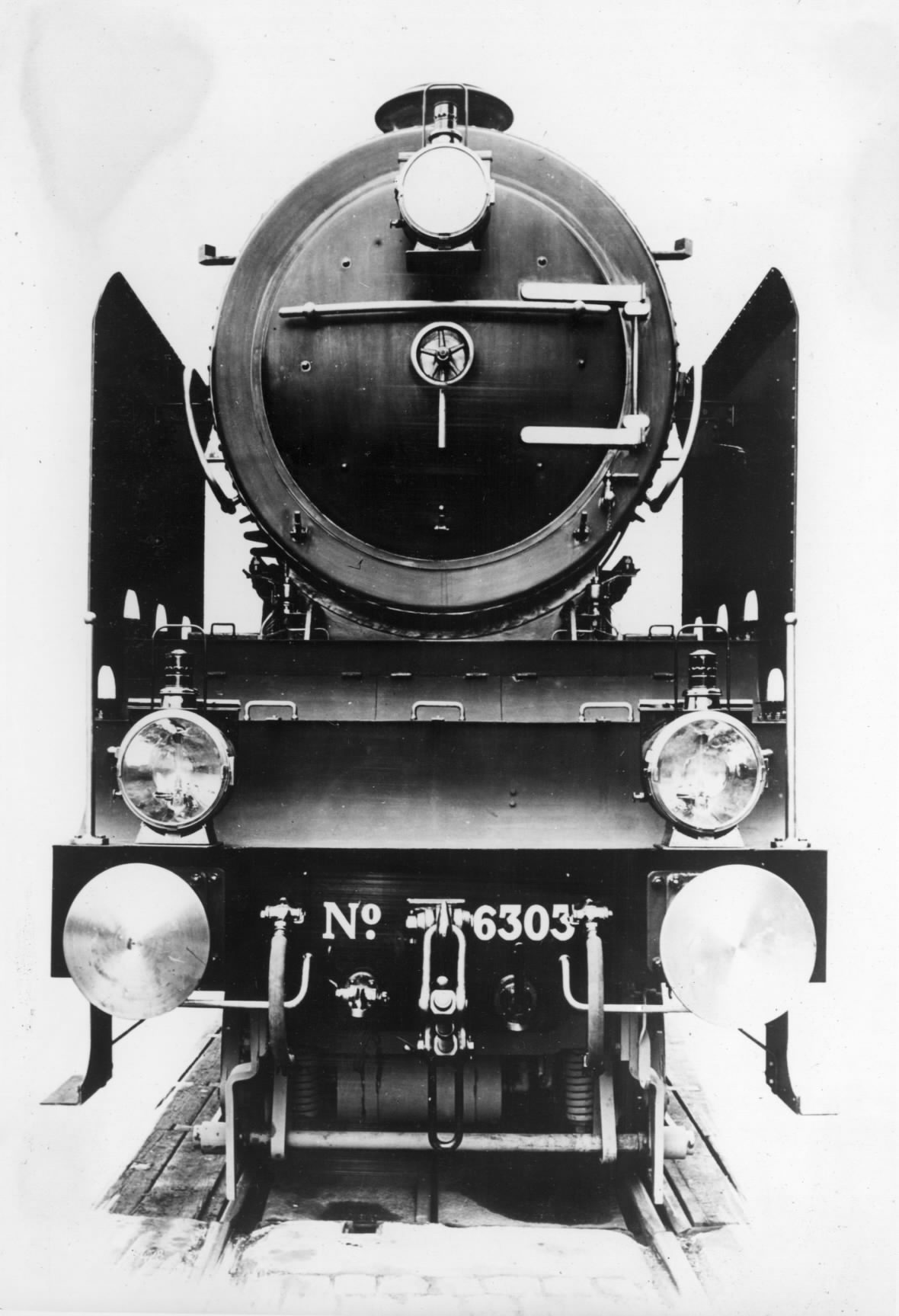
Voorkant van de NS 6303 (Tussen 1930 en 1955)
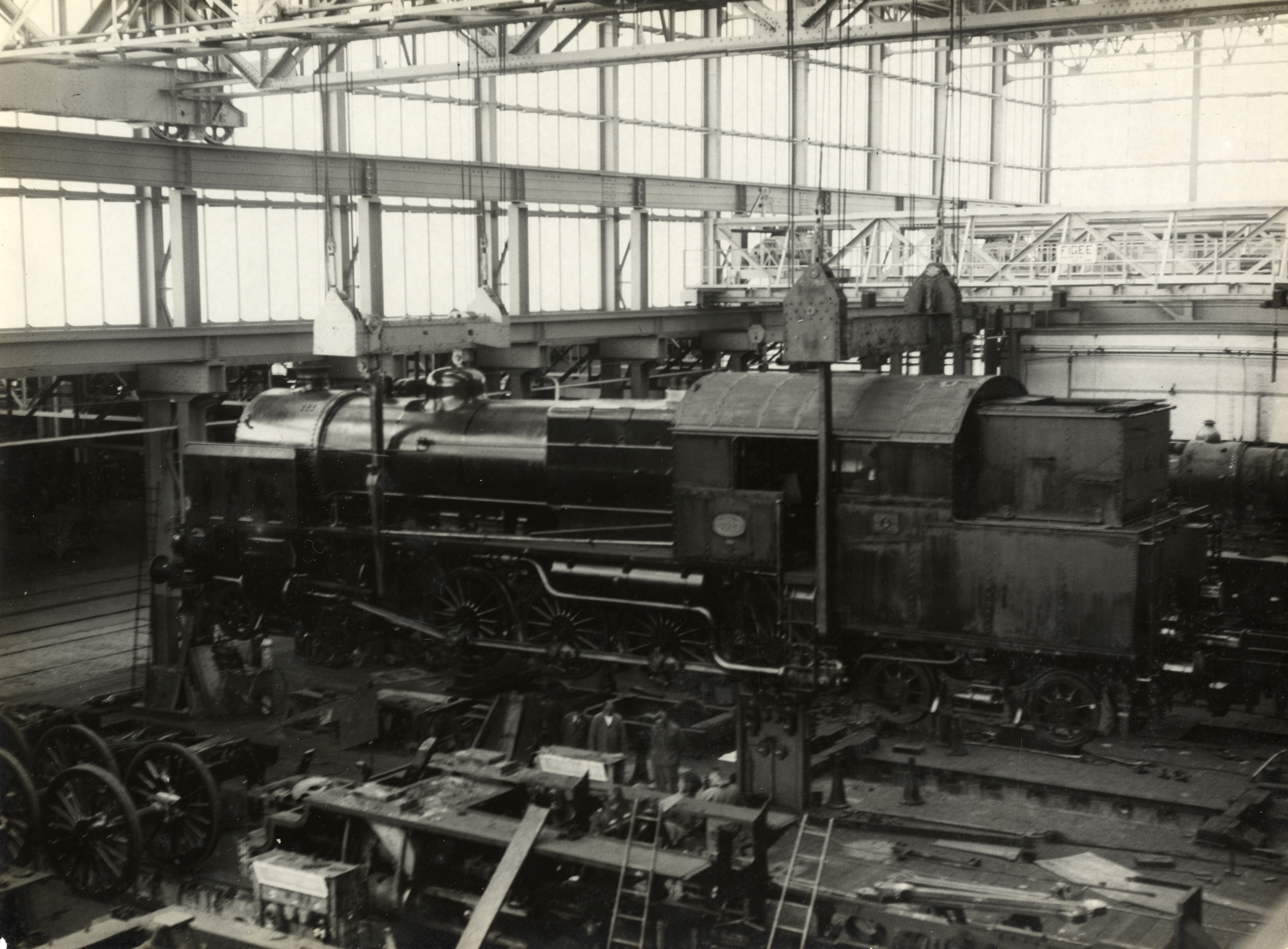
NS 6322 in de stelplaats van de Centrale Werkplaats van de N.S. te Tilburg. (1937)
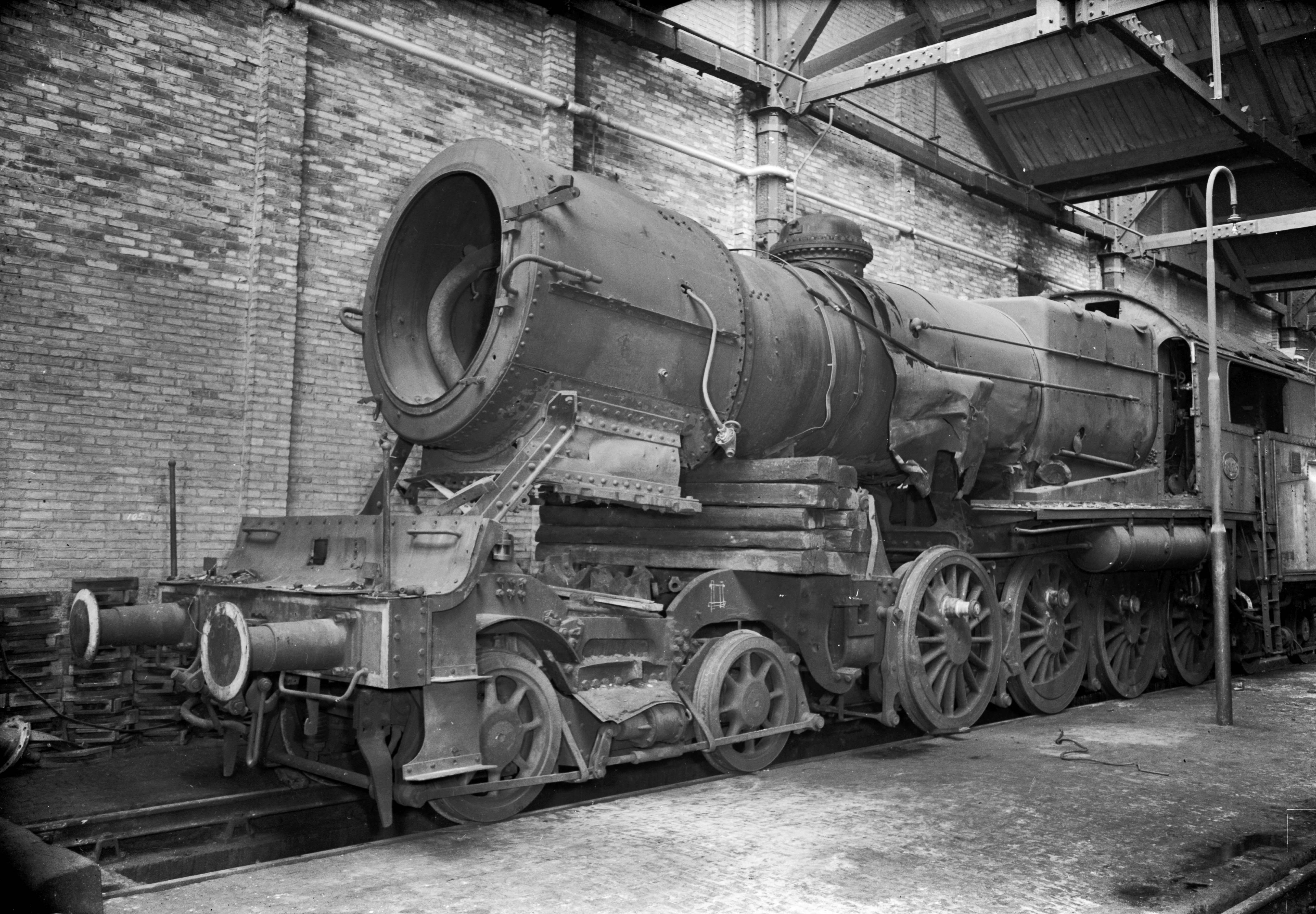
Tijdens de oorlog beschoten stoomlocomotief nr. 6322 (1945)
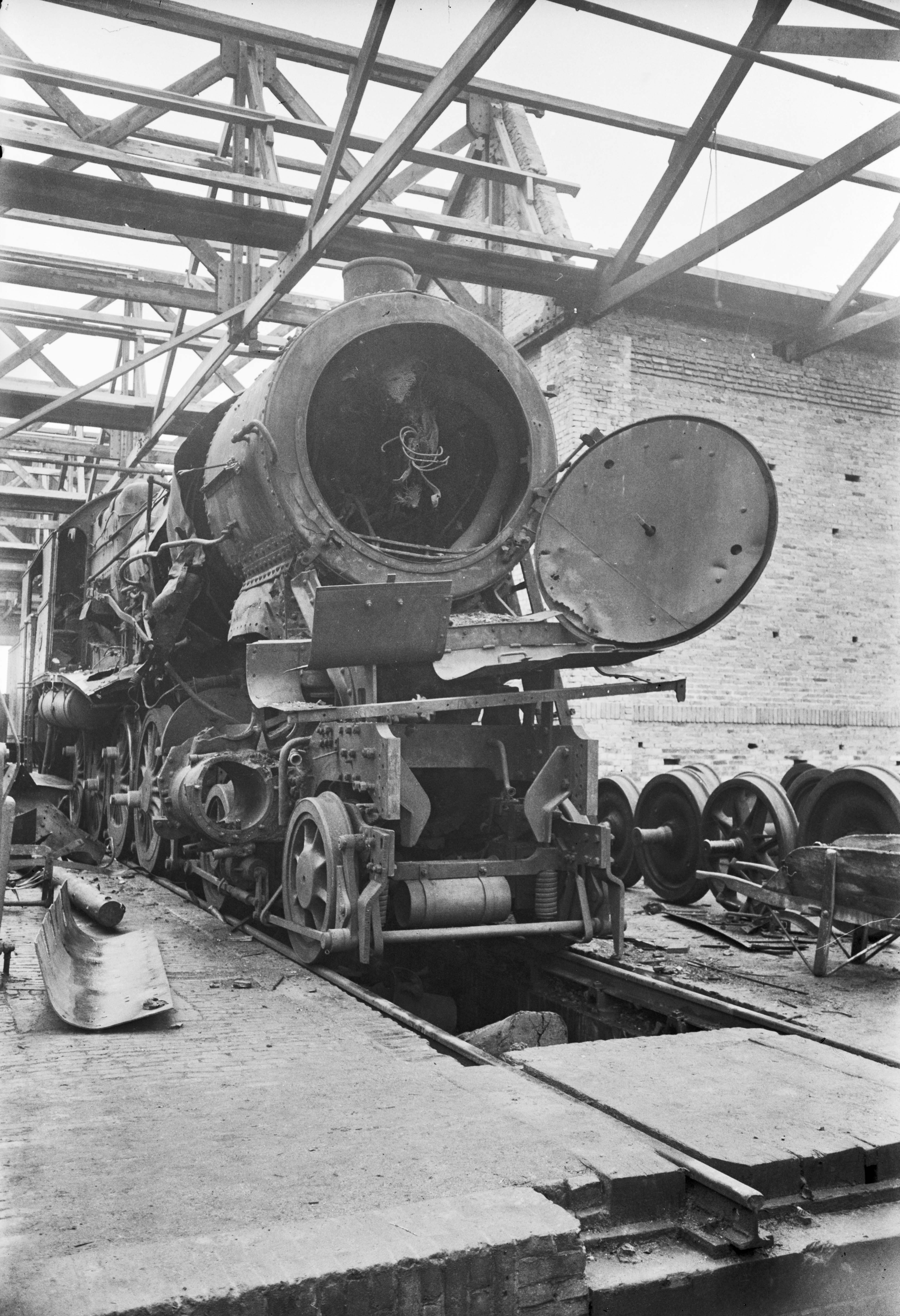
Een door oorlogshandelingen vernielde stoomlocomotief in de werkplaats (1945)
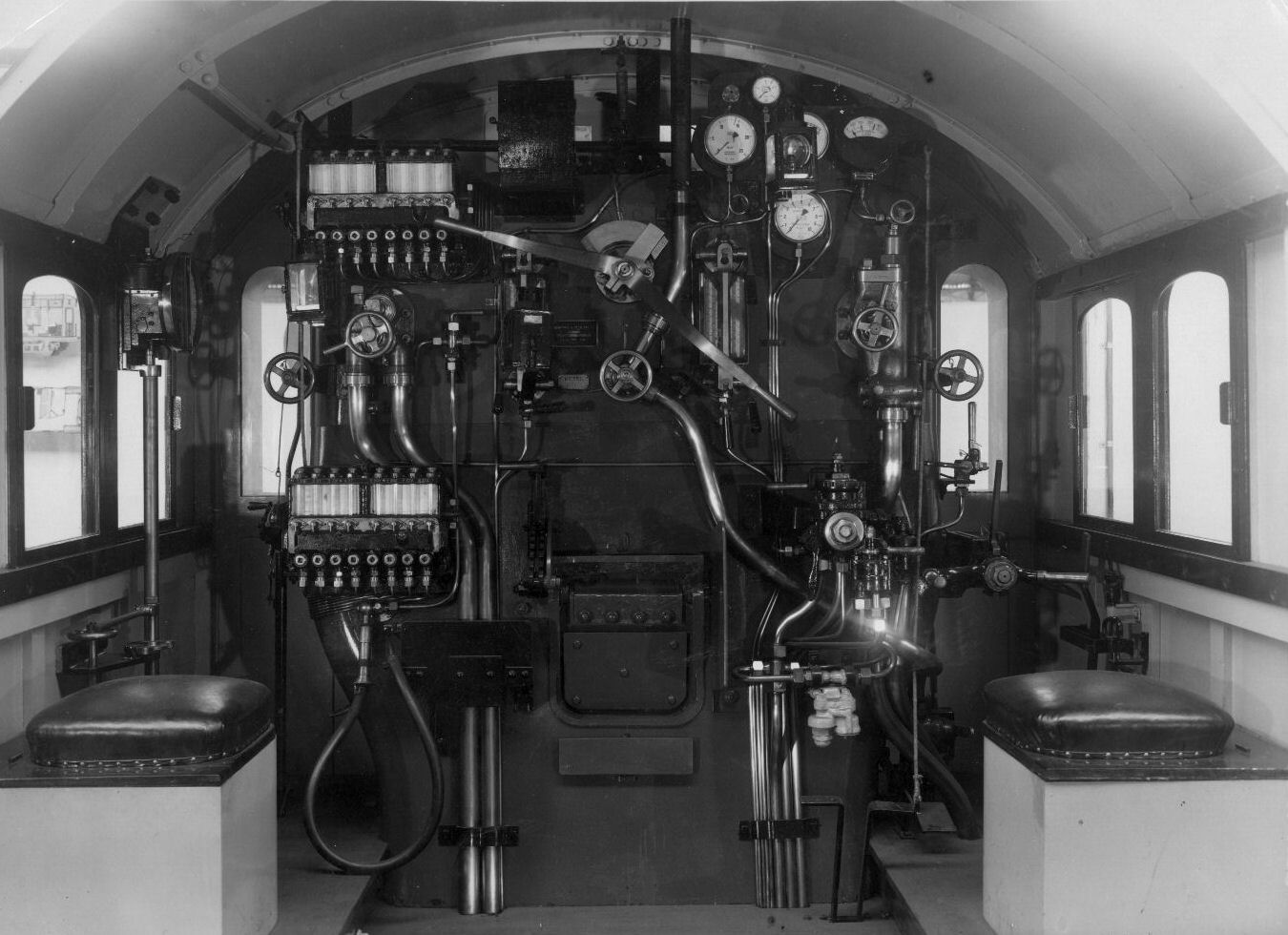
Interieur van een stoomlocomotief uit de serie 6300 van de N.S. machinistenhuis (1930)
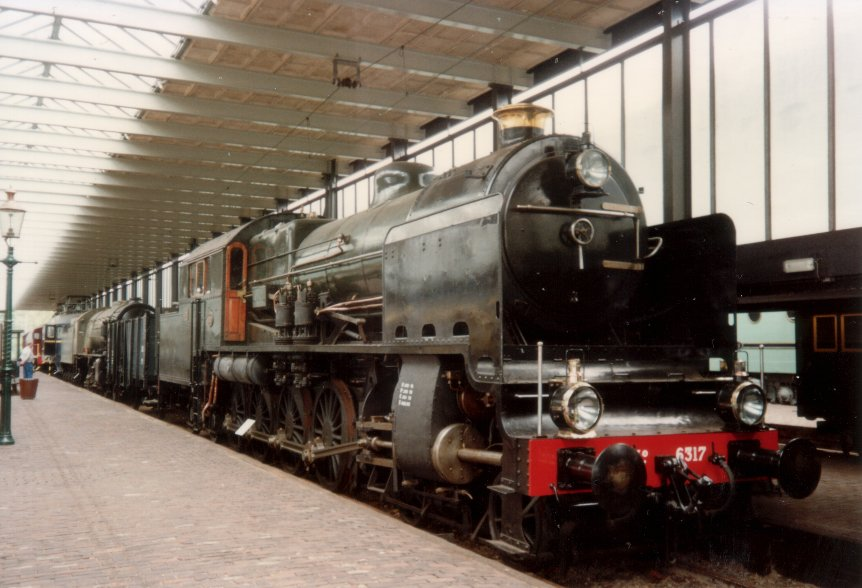
NS-loc 6317 in het Nederlands Spoorwegmuseum te Utrecht.